# FDGB-Pokal 1988/89

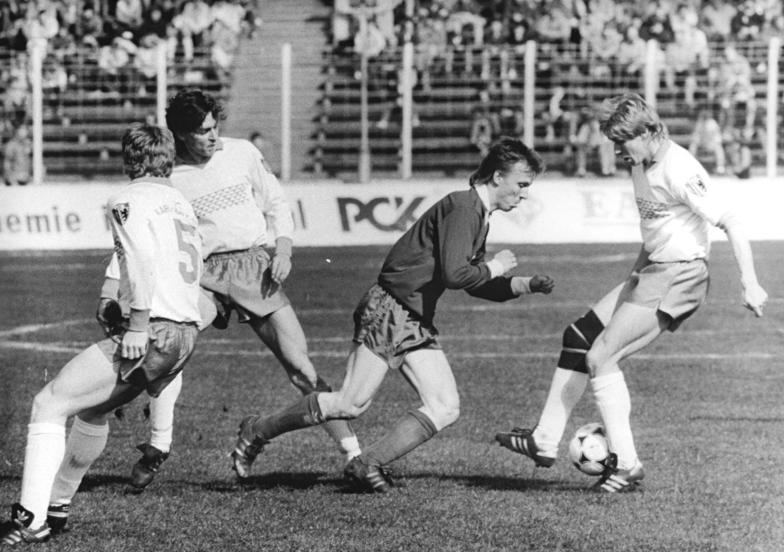
Finale, BFC Dynamo - FC Karl-Marx-Stadt

De FDGB-Pokal 1988-1989 was de 38ste editie van de strijd om de Oost-Duitse voetbalbeker. De beker werd gewonnen door Berliner FC Dynamo.

## Voorronde
| Thuis               | Bezoekers             | Resultaat |
| ------------------- | --------------------- | --------- |
| FC Hansa Rostock II | FC Carl Zeiss Jena II | 4:2       |

## Eerste ronde
| Thuis                             | Bezoekers                        | Resultaat          |
| --------------------------------- | -------------------------------- | ------------------ |
| Hallescher FC Chemie II           | FC Vorwärts Frankfurt (Oder)     | 3:2                |
| FC Hansa Rostock II               | Energie Cottbus                  | 3:3 (aet); 2;4 pso |
| BSG Bergmann Borsig Pankow Berlin | BSG Stahl Brandenburg            | 0:3                |
| FC Energie Cottbus II             | Berliner FC Dynamo               | 0:4                |
| BSG Stahl Riesa II                | 1. FC Lokomotive Leipzig         | 0:5                |
| BSG Rotasym Pößneck               | FC Carl Zeiss Jena               | 0:4                |
| BSG Chemie PCK Schwedt            | 1. FC Union Berlin               | 1:9                |
| BSG Motor Eisenach                | BSG Wismut Aue                   | 0:2                |
| BSG Aktivist Schwarze Pumpe       | 1. FC Magdeburg                  | 0:1                |
| BSG Chemie IW Ilmenau             | BSG Sachsenring Zwickau          | 2:3                |
| Berliner FC Dynamo II             | FC Karl-Marx-Stadt               | 1:3 (aet)          |
| SG Dynamo Dresden II              | Hallescher FC Chemie             | 1:2                |
| FC Vorwärts Frankfurt (Oder) II   | FC Hansa Rostock                 | 1:5                |
| BSG Robotron Sömmerda             | SG Dynamo Dresden                | 1:3                |
| BSG Motor Suhl                    | FC Rot-Weiß Erfurt               | 1:3                |
| BSG Aufbau dkk Krumhermersdorf    | SG Dynamo Fürstenwalde           | 4:4 (aet); 6:7 pso |
| 1. FC Lokomotive Leipzig II       | BSG Fortschritt Bischofswerda    | 0:3                |
| BSG Lokomotive Halberstadt        | BSG Motor Weimar                 | 0:1                |
| TSG Neustrelitz                   | ASG Vorwärts Stralsund           | 0:0 (aet); 4:2 pso |
| BSG Chemie Velten                 | BSG Rotation Berlin              | 1:2                |
| TSG Bau Rostock                   | SG Dynamo Schwerin               | 2:3                |
| ISG/Tiefbau Schwerin              | BSG Stahl Thale                  | 0:4                |
| BSG Lokomotive/Armaturen Prenzlau | BSG KKW Greifswald               | 1:2                |
| BSG Motor Babelsberg              | BSG Chemie Böhlen                | 2:0                |
| BSG Stahl Eisenhüttenstadt        | ASG Vorwärts Dessau              | 4:1 (aet)          |
| BSG Aktivist Kali Werra Tiefenort | SG Wismut Gera                   | 2:3                |
| BSG Chemie Leipzig                | BSG Aktivist Brieske-Senftenberg | 0:1                |
| BSG Motor Ludwigsfelde            | BSG Motor Grimma                 | 5:2                |
| BSG Fortschritt Weida             | TSG Markkleeberg                 | 3:2                |
| BSG Post Neubrandenburg           | BSG Chemie Buna Schkopau         | 4:2                |
| BSG Lokomotive Stendal            | BSG Motor Nordhausen             | 2:0                |
| BSG Motor Schönebeck              | BSG Stahl Riesa                  | 5:2                |

## Tweede ronde
| Thuis                            | Bezoekers                     | Resultaat          |
| -------------------------------- | ----------------------------- | ------------------ |
| BSG Motor Babelsberg             | Berliner FC Dynamo            | 0:8                |
| TSG Neustrelitz                  | 1. FC Union Berlin            | 2:4                |
| BSG Post Neubrandenburg          | Hallescher FC Chemie          | 5:3 (aet)          |
| Hallescher FC Chemie II          | FC Karl-Marx-Stadt            | 0:6                |
| BSG Fortschritt Weida            | FC Energie Cottbus            | 0:2                |
| BSG Aktivist Brieske-Senftenberg | FC Carl Zeiss Jena            | 1:2 (aet)          |
| BSG Motor Weimar                 | SG Dynamo Dresden             | 1:2                |
| BSG Motor Ludwigsfelde           | BSG Fortschritt Bischofswerda | 1:0                |
| SG Dynamo Schwerin               | 1. FC Magdeburg               | 3:1                |
| BSG Stahl Eisenhüttenstadt       | BSG Wismut Aue                | 0:5                |
| BSG Wismut Gera                  | FC Rot-Weiß Erfurt            | 0:3                |
| BSG KKW Greifswald               | BSG Stahl Brandenburg         | 2:1                |
| BSG Rotation Berlin              | BSG Stahl Thale               | 1:1 (aet); 5:4 pso |
| BSG Lokomotive Stendal           | 1. FC Lokomotive Leipzig      | 1:0                |
| BSG Motor Schönebeck             | FC Hansa Rostock              | 1:0                |
| SG Dynamo Fürstenwalde           | BSG Sachsenring Zwickau       | 2:0                |

## Derde ronde
| Thuis                  | Bezoekers               | Resultaat |
| ---------------------- | ----------------------- | --------- |
| BSG Motor Schönebeck   | Berliner FC Dynamo      | 2:6 (aet) |
| 1. FC Union Berlin     | SG Dynamo Fürstenwalde  | 4:1       |
| BSG KKW Greifswald     | FC Rot-Weiß Erfurt      | 1:3       |
| SG Dynamo Schwerin     | BSG Post Neubrandenburg | 1:0       |
| BSG Motor Ludwigsfelde | BSG Rotation Berlin     | 1:0       |
| FC Karl-Marx-Stadt     | SG Dynamo Dresden       | 2:1 (aet) |
| BSG Lokomotive Stendal | FC Carl Zeiss Jena      | 0:2       |
| BSG Wismut Aue         | FC Energie Cottbus      | 3:0       |

## Kwartfinale
| Thuis              | Bezoekers              | Resultaat |
| ------------------ | ---------------------- | --------- |
| 1. FC Union Berlin | Berliner FC Dynamo     | 0:2       |
| BSG Wismut Aue     | FC Carl Zeiss Jena     | 3:1 (aet) |
| FC Karl-Marx-Stadt | BSG Motor Ludwigsfelde | 4:1       |
| SG Dynamo Schwerin | FC Rot-Weiß Erfurt     | 0:3       |

## Halve finale
| Thuis              | Bezoekers          | Resultaat |
| ------------------ | ------------------ | --------- |
| Berliner FC Dynamo | FC Rot-Weiß Erfurt | 6:1       |
| BSG Wismut Aue     | FC Karl-Marx-Stadt | 1:2       |

## Finale
| 1 april 1989 – Stadion der Weltjugend, Oost-Berlijn 35.000 toeschouwers Scheidsrechter: Wieland Ziller                                                     |               | |
| Berliner FC Dynamo | 1 – 0         | FC Karl-Marx-Stadt |
| Andreas Thom 57' | goals         | |
| Jürgen Bogs | trainer-coach | Hans Meyer |
| Bodo Rudwaleit Burkhard Reich Jens-Uwe Zöphel 83' Bernd Schulz Marco Köller Eike Küttner 85' Rainer Ernst Frank Rohde Jörg Fügner Thomas Doll Andreas Thom | opstellingen  | Jens Schmidt Dirk Barsikow Thomas Laudeley Sven Köhler Jörg Illing 58' Steffen Heidrich 69' Peter Keller Detlef Müller Ulf Mehlhorn Hans Richter Lutz Wienhold |
| Waldemar Ksienzyk 83' Frank Albrecht 85' | wissels       | 58' Steffen Ziffert 69' Jan Seifert |
| | gele kaarten  | |
| | rode kaarten  | |